# 法布隆尼陨石坑
法布隆尼陨石坑（Fabbroni）是位于月球正面澄海东南部的一座小撞击坑，其名称取自意大利化学家乔瓦尼·法布罗尼（Giovanni Fabbroni，1752年－1822年），1976年被国际天文学联合会批准接受。

## 描述

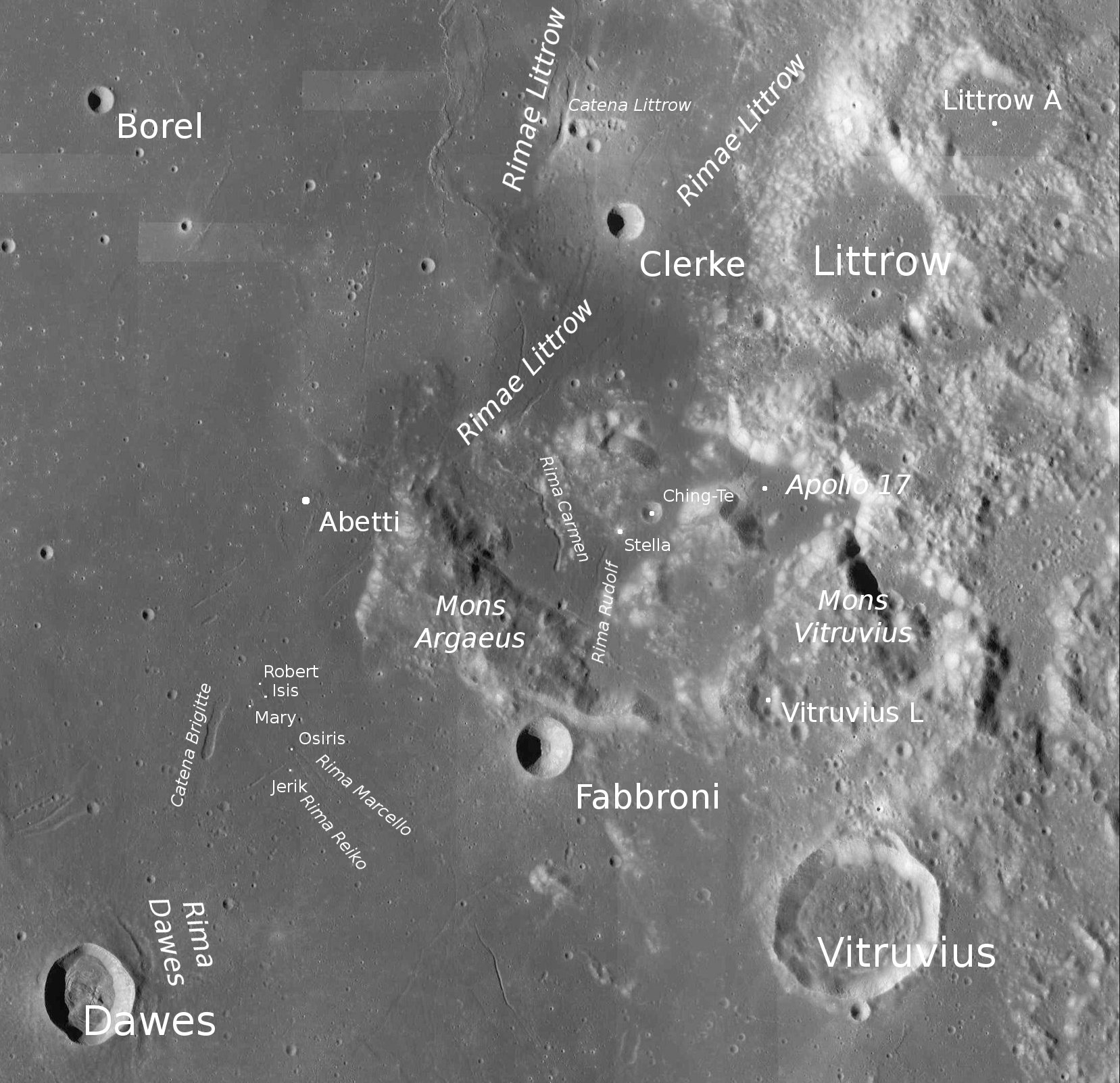
法布隆尼陨石坑的周边，月球勘测轨道飞行器拍摄。

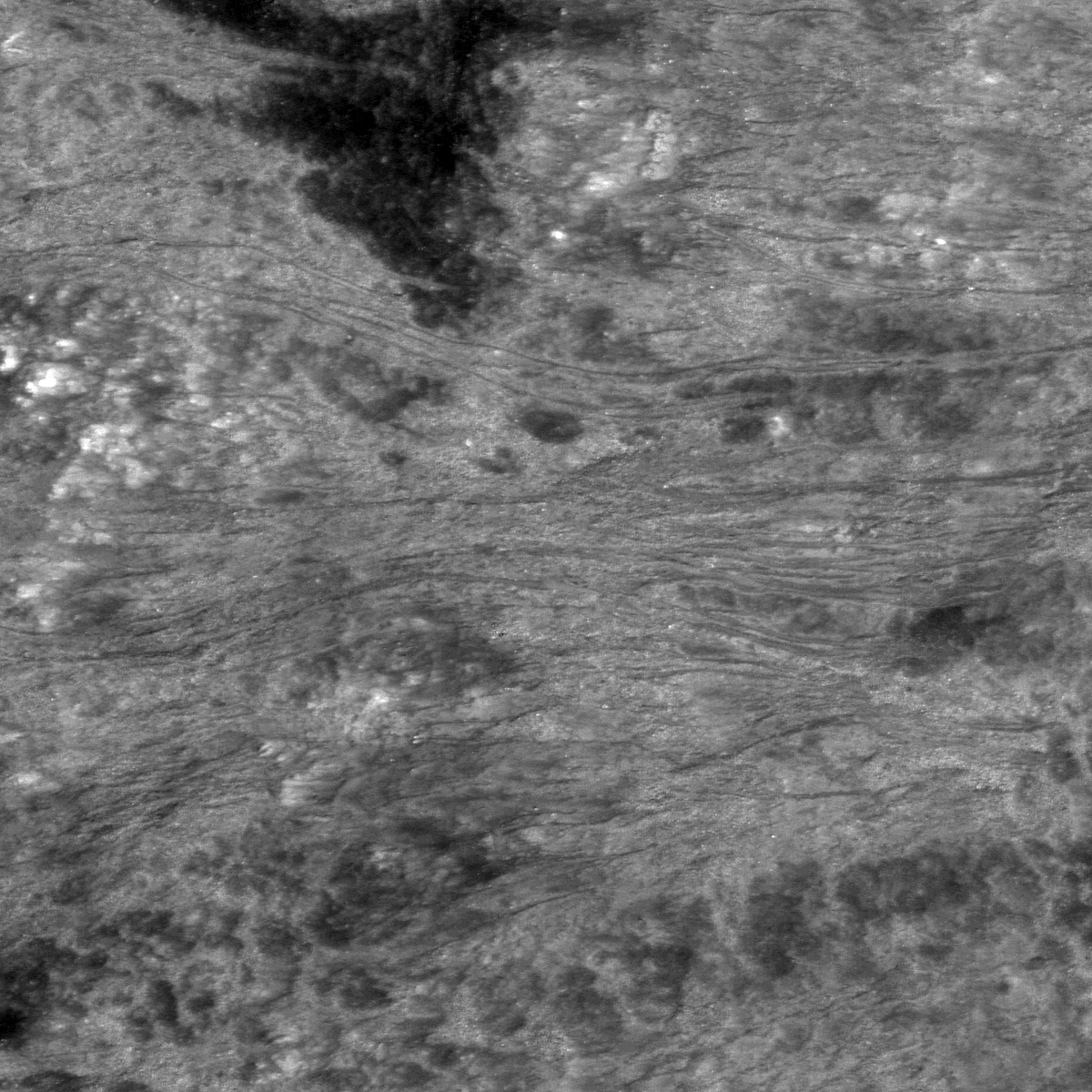
法布隆尼陨石坑西侧内壁上的颗粒状岩屑流，月球勘测轨道飞行器拍摄。

该陨坑位于阿尔加山东南麓，西北毗邻阿贝提陨石坑，东北偏北靠近更小的史黛拉陨石坑和景德陨石坑、较大的维特鲁威陨石坑和道斯陨石坑分别位于它的东南和西南，靠西南还聚集了一群小月坑：玛丽、罗伯特、伊西斯、杰里克及奥西里斯。沿法布隆尼陨石坑的西面并行着马尔切罗月溪和玲子月溪；而北面则蜿蜒着曲折的卡门月溪和鲁道夫月溪。该陨坑中心月面坐标为18°40′N 29°16′E / 18.66°N 29.27°E，直径10.55公里，深约1.73公里。
法布隆尼陨石坑外观呈倒圆锥形，陡峭的内侧壁带有较高的反照率，中间是一个平坦的小坑底。该陨坑最大高出周边地形390米，内部容积约46.97公里3。其形态特征隶属于「BIO 型」（以该类陨石坑的典型代表—卫星坑「毕奥陨石坑」所命名），并已被月球及行星观测者协会(ALPO)列入《内侧壁坡带有深色辐射纹的撞击坑列表》。
在1976年被国际天文学联合会正式命名前，该陨坑曾被称作卫星坑「维特鲁威 E」所谓的卫星坑标记法：以所靠近的主坑名加字母来命名。

## 飞船降落点
1973年12月11日，阿波罗17号「挑战者号」登月舱降落在法布隆尼陨石坑东北约50公里处，月面坐标 20°11′27″N 30°46′18″E / 20.19080°N 30.77168°E。

## 另请参阅
- Andersson, L. E.; Whitaker, E. A. . NASA RP-1097. 1982.
- Blue, Jennifer. . USGS. July 25, 2007  [2007-08-05]. （原始内容存档于2013-02-13）.
- Bussey, B.; Spudis, P. . New York: Cambridge University Press. 2004. ISBN 978-0-521-81528-4.
- Cocks, Elijah E.; Cocks, Josiah C. . Tudor Publishers. 1995. ISBN 978-0-936389-27-1.
- McDowell, Jonathan. . Jonathan's Space Report. July 15, 2007  [2007-10-24]. （原始内容存档于2012-05-26）.
- Menzel, D. H.; Minnaert, M.; Levin, B.; Dollfus, A.; Bell, B. . Space Science Reviews. 1971, 12 (2): 136–186. Bibcode:1971SSRv...12..136M. doi:10.1007/BF00171763.
- Moore, Patrick. . Sterling Publishing Co. 2001. ISBN 978-0-304-35469-6.
- Price, Fred W. . Cambridge University Press. 1988. ISBN 978-0-521-33500-3.
- Rükl, Antonín. . Kalmbach Books. 1990. ISBN 978-0-913135-17-4.
- Webb, Rev. T. W.  6th revised. Dover. 1962. ISBN 978-0-486-20917-3.
- Whitaker, Ewen A. . Cambridge University Press. 1999. ISBN 978-0-521-62248-6.
- Wlasuk, Peter T. . Springer. 2000. ISBN 978-1-85233-193-1.